# Вімблдонський турнір 2000
Вімблдонський турнір 2000 проходив з 26 червня по 9 липня 2000 року на кортах Всеанглійського клубу лаун-тенісу і крокету в передмісті Лондона Вімблдоні. Це був 114-ий Вімблдонський чемпіонат, а також третій турнір Великого шолома з початку року. Турнір входив до програм ATP та WTA турів.

## Значні події
1 липня на турнірі відбулася грандіозна церемонія святкування зміни тисячоліття, на яку отримали запрошення багато провідних тенісистів 20 століття. 
В одиночному чоловічому розряді Піт Сампрас переміг учетверте поспіль. Загалом ця перемога стала для нього сьомою на Вімблдоні (він зрівнявся за цим показником із Вільямом Реншоу) й рекордним 13-им титулом Великого шолома. 
У жіночому одиночному розряді Лінзі Девенпорт не зуміла захистити титул. Виграла Вінус Вільямс, для якої цей вімблдонський титул став першим. Вона завершила кар'єрний Великий шолом. Разом із сестрою Сереною вона перемогла також у парі.
Чоловічий парний турнір ушосте виграли Вудіз. 
Харків'янка Тетяна Перебийніс стала чемпіонкою в парному розряді серед дівчат. В одиночному розряді вона поступилася в фіналі.

## Результати фінальних матчів

### Дорослі
| Одиночний розряд. Чоловіки   |                              |                                |
| Піт Сампрас                  | Патрік Рафтер                | 6–7(10-12), 7–6(7-5), 6–4, 6–2 |
|                              |                              |                                |
| Одиночний розряд. Жінки      |                              |                                |
| Вінус Вільямс                | Ліндсі Девенпорт             | 6–3, 7–6(7-3)                  |
|                              |                              |                                |
| Парний розряд. Чоловіки      |                              |                                |
| Тодд Вудбрідж Марк Вудфорд   | Паул Гаргейс Сендон Столл    | 6–3, 6–4, 6–1                  |
|                              |                              |                                |
| Парний розряд. Жінки         |                              |                                |
| Серена Вільямс Вінус Вільямс | Жулі Алар-Декюжі Суґіяма Ай  | 6–3, 6–2                       |
|                              |                              |                                |
| Мікст                        |                              |                                |
| Кімберлі По Дон Джонсон      | Кім Клейстерс Ллейтон Г'юїтт | 6–4, 7–6(7-3)                  |
|                              |                              |                                |

### Юніори
| Одиночний розряд. Хлопці       |                                   |               |
| Ніколя Маю                     | Маріо Анчич                       | 3–6, 6–3, 7–5 |
|                                |                                   |               |
| Одиночний розряд. Дівчата      |                                   |               |
| Марія Емілія Салерні           | Тетяна Перебийніс                 | 6–4, 7–5      |
|                                |                                   |               |
| Парний розряд. Хлопці          |                                   |               |
| Домінік Коен Крістоф Фліген    | Ендрю Бенкс Бенджамін Райбі       | 6–3, 1–6, 6–3 |
|                                |                                   |               |
| Парний розряд. Дівчата         |                                   |               |
| Йоана Гаспар Тетяна Перебийніс | Дая Беданова Марія Емілія Салерні | 7–6(7-2), 6–3 |
|                                |                                   |               |